# Медведев, Михаил Андреевич
Михаи́л Андре́евич Медве́дев (14 ноября 1935, с. Фоминское, Зональный район, Западно-Сибирский край, СССР (ныне в черте г. Бийска, Алтайский край, Россия) — 3 апреля 2025, Томск) — советский и российский учёный-физиолог, доктор медицинских наук, академик РАН и РАМН.

## Биография
Родился в 1935 году в селе Фоминское Западно-Сибирского края. Поступил в Томский медицинский институт (ТМИ) по специальности «лечебное дело» и окончил его в 1958 году с квалификацией «врач».
С 1958 года — аспирант кафедры нормальной физиологии ТМИ. С 1962 года — ассистент кафедры нормальной физиологии Хабаровского медицинского института. В 1964—1974 годах — доцент, профессор, заведующий кафедрой нормальной физиологии ТМИ, декан Педиатрического факультета, проректор по учебной работе, заведующий кафедрой Сибирского государственного медицинского университета (СибГМУ). В 1974—1997 годах — ректор ТМИ (с 1992 СибГМУ).
Член-корреспондент Академии медицинских наук СССР с 14.02.1980 года, академик РАМН с 30.01.1993 года, академик РАН с 30.09.2013 года по Отделению медицинских наук РАН.
Умер 3 апреля 2025 года в возрасте 89 лет. Похоронен на кладбище «Бактин».